# Max Kahlke

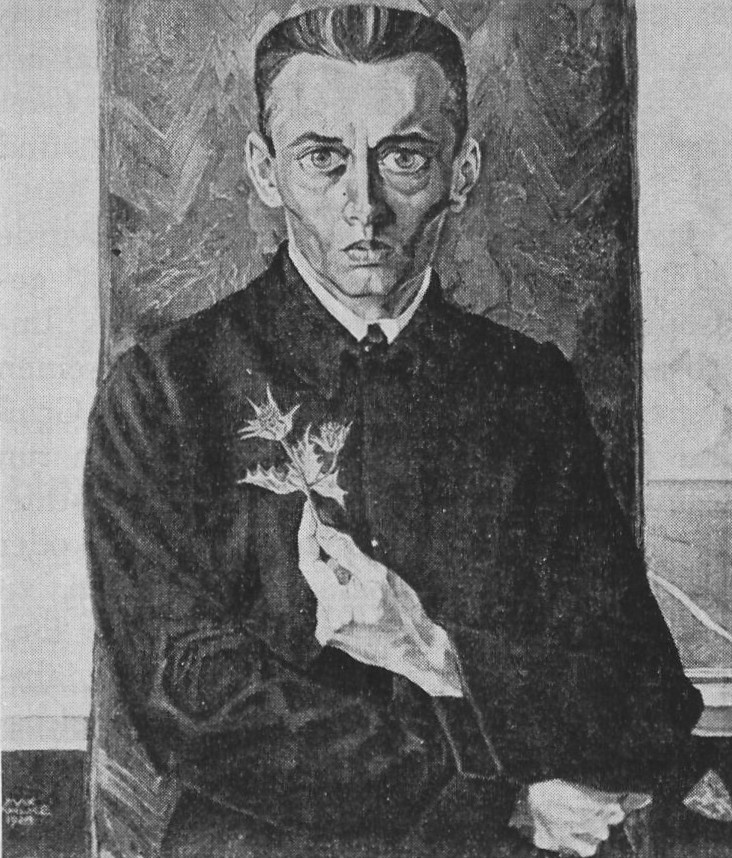
Max Kahlke, Selbstbildnis, 1924

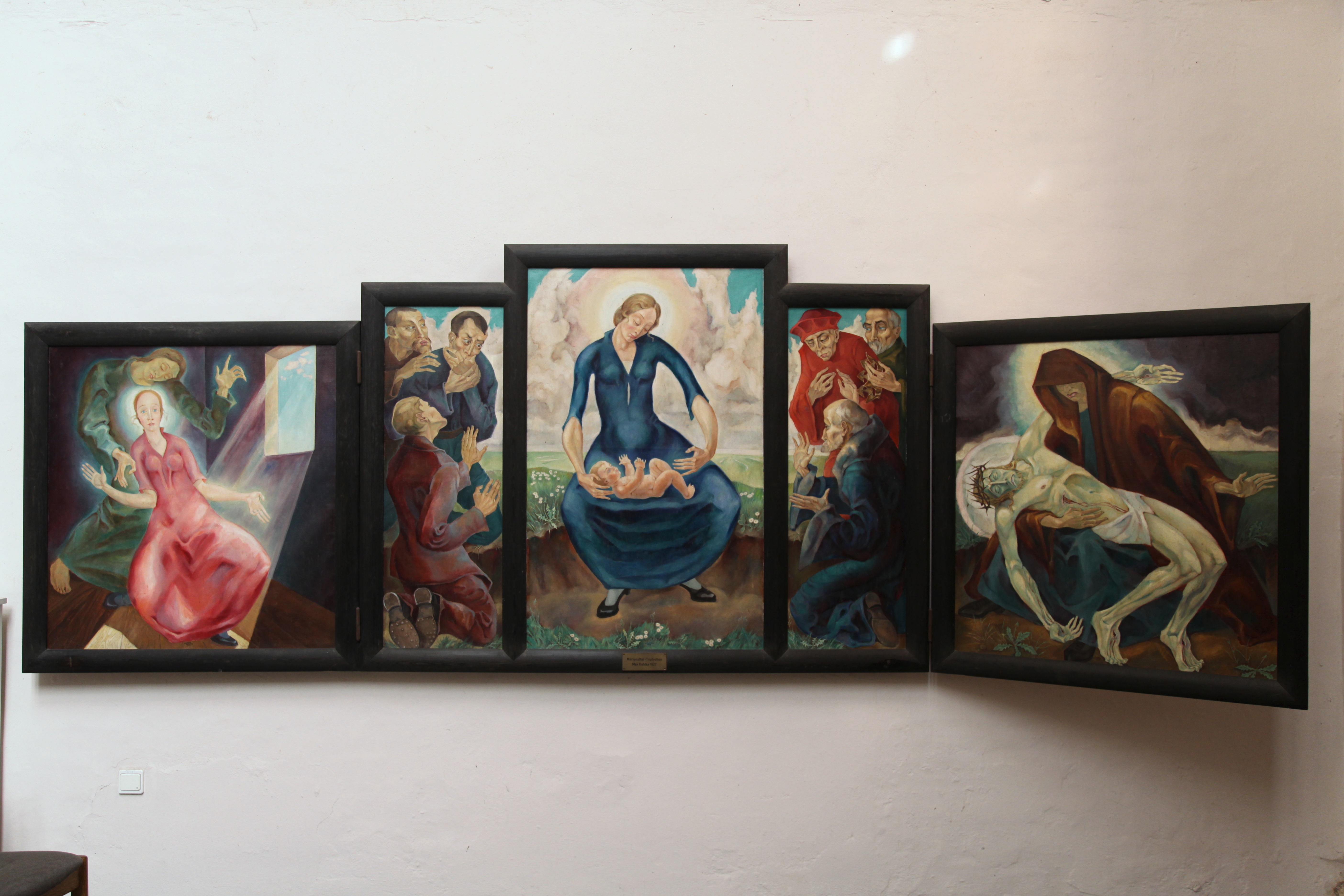
Marienaltar-Triptychon von Max Kahlke von 1927, Schleswiger Dom

Max Kahlke (* 13. Januar 1892 in Glückstadt; † 28. Februar 1928 in Kiel) war ein deutscher Maler und Grafiker. 

## Leben

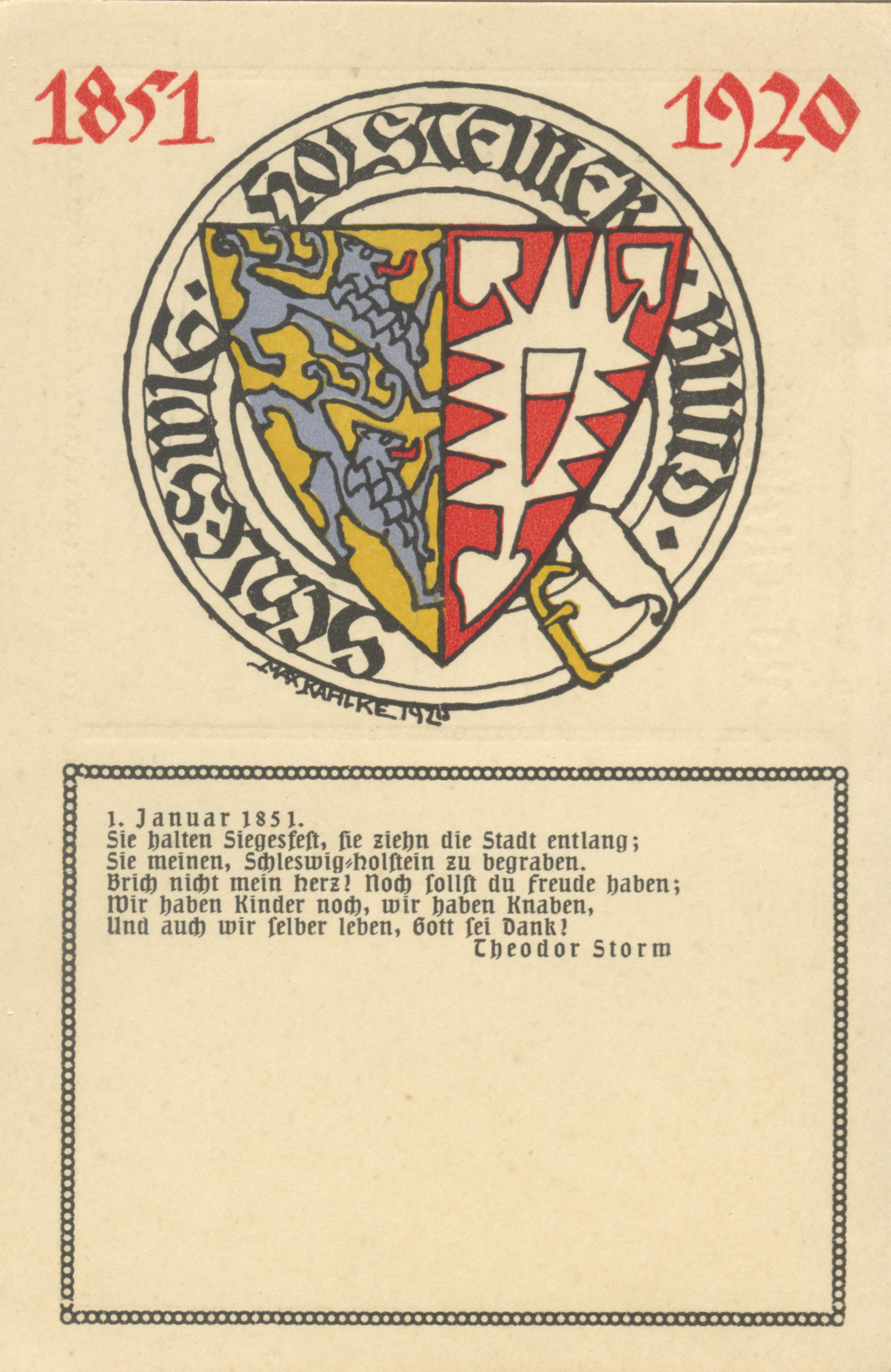
Von Kahlke gestaltete Postkarte für den Schleswig-Holsteiner-Bund, 1920

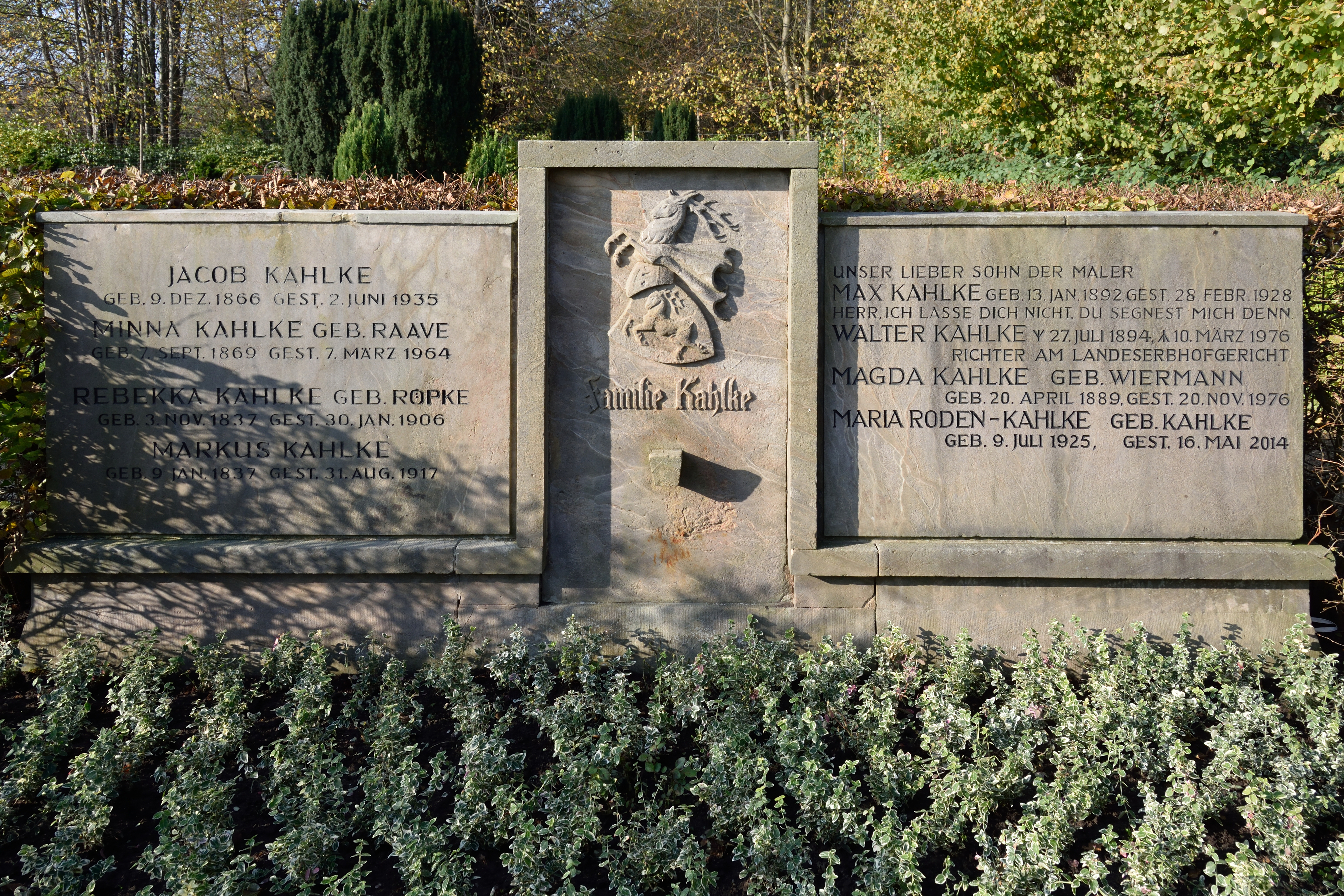
Grab in Glückstadt

Kahlke wurde als ältester Sohn seiner Eltern Jacob und Minna, geb. Raave, in Glückstadt geboren.
Seine künstlerische Ausbildung: Wintersemester 1911/12 Studium an der Akademie für bildende Künste in Stuttgart (Robert Poetzelberger), Wintersemester 12/13 und 13/14 an der Großherzoglich-Sächsische Kunstschule Weimar (Fritz Mackensen).
Kahlke billigte seiner akademischen Ausbildung nur geringe Bedeutung zu. Wichtig war für ihn die Begegnung mit dem Tiroler Maler Albin Egger-Lienz, ehemals Lehrer in Weimar. Ein Porträt des Großvaters qualifizierte ihn schon 1912 für die Aufnahme in die Schleswig-Holsteinische Kunstgenossenschaft. Er war zudem Mitglied im Hamburger Künstlerverein.
Im Ersten Weltkrieg wurde Kahlke verwundet und monatelang in verschiedenen Lazaretten behandelt. Vom Kriegsende bis zu seinem frühen Tod 1928 war er in Glückstadt ansässig. 1925 wurde er als Mitglied in den Altonaer Künstlerverein aufgenommen. 1926 schloss er sich der neu gegründeten Künstlergruppe De Warft an.
Sein Grab befindet sich auf dem Friedhof in Glückstadt.

## Werk
Kahlkes Werk umfasst Ölgemälde, Aquarelle und Holzschnitte. Themen sind religiöse Sujets, Marschlandschaften und Porträts. Mit Gebrauchsgrafik bessert er seinen Lebensunterhalt auf. Vor allem vier religiöse Werke sichern ihm einen Platz in der Kunstepoche der 20er Jahre, zwischen Expressionismus und Neuer Sachlichkeit, Die Kreuzigung II in Flensburg, der Große Marienaltar im Schleswiger Dom die Pieta und Die Kreuzigung in der Stadtkirche Glückstadt.
Öffentliche Sammlungen
- Landesmuseum für Kunst und Kulturgeschichte, Schleswig
- Detlefsen-Museum Glückstadt
- Kreismuseum Prinzeßhof, Itzehoe
- Städtisches Museum Flensburg
- Altonaer Museum, Hamburg
- MKDW - Museum Kunst der Westküste, Alkersum, Föhr

Ausstellungen
- 1927 Itzehoe (Max Kahlke, Helene Gries-Danican, Carl Blohm, Hermann Wehrmann, Wenzel Hablik)
- 1928 Gedächtnisausstellungen: Altonaer Museum, Kunsthalle zu Kiel, Städtisches Museum Flensburg
- 1942 Ausstellung in Glückstadt
- 1977 Künstlerbund Steinburg, Itzehoe
- 1977 Itzehoe, Museum Prinzeßhof, Vor 50 Jahren (u. a. Max Kahlke)
- 1980 Hamburg, Galerie Winter
- 1987 Glückstadt, Detlefsen-Museum
- 1992 Ausstellungen zum 100. Geburtstag Max Kahlke 1892–1928: Das religiöse Werk in Glückstadt und Einblicke ins Werk in Itzehoe.
- 2009 Glückstadt, Kunstsammlung des Detlefsen-Museums, u. a. Werke von Kahlke
- 2017 Glückstadt, Detlefsen-Museum, "Max Kahlke. Zum 125."
- 2017 Itzehoe, Wenzel Hablik Museum, "Ein Wiedersehen. Fünf Steinburger Künstler: Blohm, Gries-Danican, Hablik, Kahlke, Wehrmann"

### Schriften
- Max Kahlke, Walter Kahlke: Die Wappen der alten Bauernfamilien in den holsteinischen Elbmarschen. Altona: Riegel & Jensen 1920 (Digitalisat)